# خوسه برو
خوسه برو (اسپانیایی: José Bru‎؛ زادهٔ ۹ ژوئن ۱۹۲۸ - درگذشته نامشخص) بازیکن بسکتبال اهل مکزیک بود. وی در بازی‌های المپیک تابستانی ۱۹۵۲ شرکت کرده‌است.